# (1151) Ithaka
(1151) Ithaka ist ein Asteroid des Hauptgürtels, der am 8. September 1929 vom deutschen Astronomen Karl Wilhelm Reinmuth in Heidelberg entdeckt wurde. 
Benannt ist der Asteroid nach der griechischen Insel Ithaka.